# Gennaro Antonio de Simone
Gennaro Antonio de Simone (ur. 17 września 1714 w Ginestrze, zm. 16 grudnia 1780 w Terni) – włoski kardynał.

## Życiorys
Urodził się 17 września 1714 roku w Ginestrze. Studiował w seminarium w Benewencie, ponadto pobierał nauki z zakresu prawa. Po studiach wstąpił na służbę do Kurii Rzymskiej i został audytorem Kamery Apostolskiej i Najwyższego Trybunału Sygnatury Apostolskiej. Następnie pełnił funkcje protonotariusza apostolskiego i kanonika bazyliki watykańskiej. 15 marca 1773 roku został kreowany kardynałem prezbiterem i otrzymał kościół tytularny San Bernardo alle Terme. 13 marca 1775 roku został wybrany biskupem Pesaro, a 30 kwietnia przyjął sakrę. W 1779 roku został prefektem Kongregacji ds. Kościelnych Immunitetów, jednocześnie rezygnując z zarządzania diecezją, z uwagi na zły stan zdrowia. Zmarł 16 grudnia 1780 roku w Terni.